# David Moncoutié
David Moncoutié (født 30. april 1975) er en fransk tidligere professionel cykelrytter, som cyklede for det professionelle cykelhold Cofidis.